# 韋斯特布羅

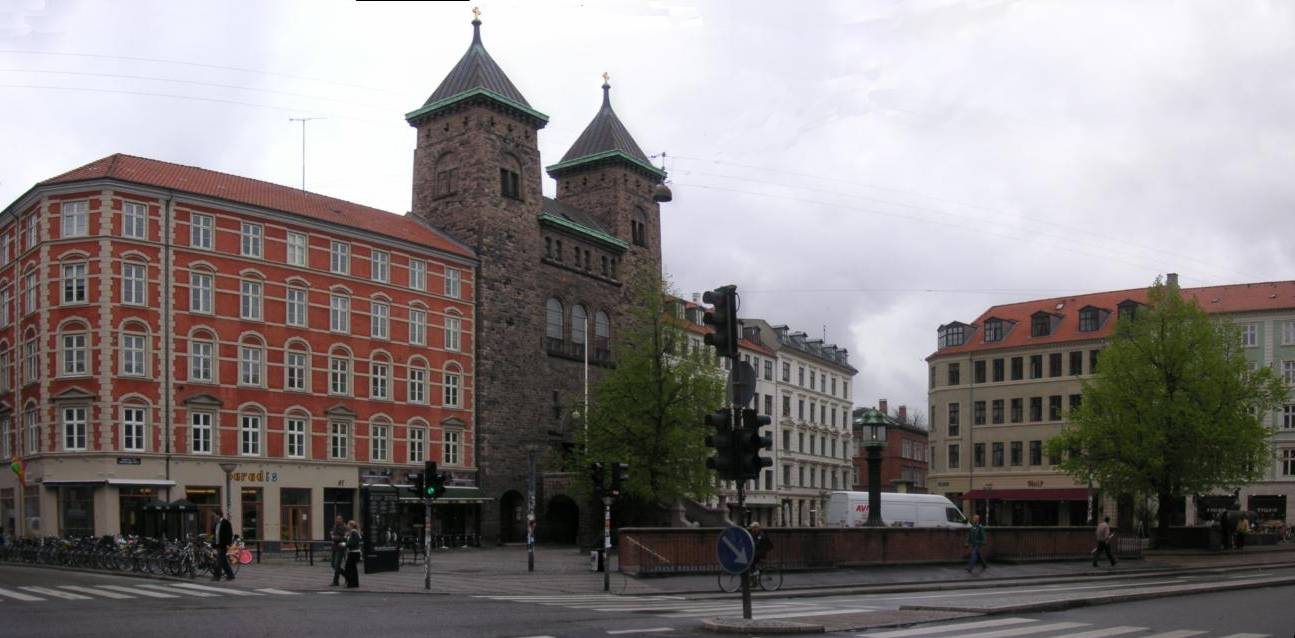
韋斯特布羅廣場

韋斯特布羅（丹麥語：Vesterbro）是丹麥首都哥本哈根的15個行政區之一。因这一区域曾是哥本哈根西城门（已拆毁）外的关厢而得名。韋斯特布羅区面積3.76 km²，人口51,466人，人口密度每平方公里13,688人。